# Anne Gulbrandsen
Anne Gulbrandsen is een Noors schaatsster. In 2018 komt ze uit op de wereldkampioenschappen schaatsen sprint 2018. Op de baan in het Myhrerstadion bezit zij het baanrecord op de korte afstanden.

## Records

### Persoonlijke records[1]
| Afstand    | Tijd    | Datum            | Baan      |
| ---------- | ------- | ---------------- | --------- |
| 500 meter  | 40,06   | 3 november 2018  | Hamar     |
| 1000 meter | 1.18,48 | 9 februari 2019  | Inzell    |
| 1500 meter | 2.02,98 | 19 maart 2017    | Calgary   |
| 3000 meter | 4.30,26 | 15 december 2012 | Stavanger |
| 5000 meter | 8.00,18 | 16 december 2012 | Stavanger |

## Resultaten
| Jaar | WK Sprint                | WK Afstanden            | WK Junioren              |
| ---- | ------------------------ | ----------------------- | ------------------------ |
| 2013 |                          |                         | 13e (21e, 20e, 16e, 17e) |
|      |                          |                         |                          |
| 2018 | 16e (19e, 18e, 19e, 15e) |                         |                          |
| 2019 | 23e (26e, 24e, 24e, 23e) | 23e 1000m 7e teamsprint |                          |

(#, #, #, #) = afstandspositie op sprinttoernooi (500m, 1000m, 500m, 1000m) of op juniorentoernooi (500m, 1500m, 1000m, 3000m).